# Веслање на Летњим олимпијским играма 1904 — четверац без кормилара за мушкарце
Трка четвераца баз кормилара је била једна од пет дисциплина веслања на Олимпијским играма 1904.. Такмичење је одржано 30. јула 1904. на језеру у близини Сент Луиса. Стаза је била дугачка 1,5 миљу (2.414 м).
Учествовала су само три чамца са 12 такмичара, који су сви били представници САД. Није било предтакмичења и сви су веслали у финалу. 

## Резултати

### Финале
| Пласман | Такмичари                                                 | Резултати                  |
| ------- | --------------------------------------------------------- | -------------------------- |
|         | САД Артур Стокхоф Огаст Еркер Џорџ Диц Алберт Насе        | 9:05,8                     |
|         | САД Фредерик Суриг Мартин Форманак Чарлс Аман Мајкл Бегли | заостали за 2 дужине чамца |
|         | САД Густав Ворг Џон Фрајтаг Луис Хелм Франк Думерт        | непознато                  |